# Leonel Alman
Leonel Alman (Quevedo, Los Ríos, 12 de febrero de 1975) es un exfutbolista ecuatoriano. Juego de Defensa y su último equipo fue el Club Deportivo Venecia de la Segunda Categoría.

## Clubes
| Club                 | País    | Año       |
| -------------------- | ------- | --------- |
| Liga de Quito        | Ecuador | 1993-1996 |
| Universidad Católica | Ecuador | 1997      |
| Deportivo Quevedo    | Ecuador | 1998      |
| Liga de Quito        | Ecuador | 1999-2002 |
| Deportivo Saquisilí  | Ecuador | 2003      |
| Deportivo Quevedo    | Ecuador | 2004-2006 |
| Liga de Portoviejo   | Ecuador | 2007      |
| Grecia               | Ecuador | 2008      |
| Atlético Audaz       | Ecuador | 2009      |
| Deportivo Quevedo    | Ecuador | 2010      |
| Venecia              | Ecuador | 2011      |